# プレミアムフライデー
プレミアムフライデーは、2017年2月24日から始まった日本政府と経済界が提唱した個人消費喚起キャンペーンである。博報堂が事務局を受託し、月の最終金曜日（月末の金曜日）に合わせ、民間企業や公共機関が社内向けと社外（顧客）向けのイベント・セール・ポイント還元 などのキャンペーンを行う。略称はプレ金（プレきん）。
新型コロナウイルス感染症（COVID-19） の影響で一時中断し、運営団体であるプレミアムフライデー推進協議会が運営するプレミアムフライデー公式サイトの「お知らせ」や「今月のキャンペーン・お得情報」は、2022年10月末を最後に更新がない。公式サイトは2023年6月1日に閉鎖され、本政策の所轄官庁である経済産業省のウェブサイトでプレミアムフライデーのイベントに関する告知は、2023年5月以降更新がない。
2023年8月9日に経済産業省は公式サイトの閉鎖を発表した。

## 概要
経済産業省および経済団体連合会を中心とした、経済界が提唱・推進する、毎月末金曜日（フライデー）に、普段よりも豊かな生活を推奨するとする個人消費喚起キャンペーン。15時に仕事を終えることを奨励する「働き方改革」と連携し、給与支給日直後に該当しやすい月末金曜日には、夕方を買い物や旅行などに充てることを推奨している。2017年2月24日から実施された。
運営団体のプレミアムフライデー推進協議会は、「プレミアムフライデー ナビゲーター」として、アイドルグループ・関ジャニ∞を起用。関ジャニのメンバーが出演し、プレミアムフライデーについて紹介するPR映像を作成した。プレミアムフライデーにセールやキャンペーンを実施している企業のうち、来店者増加は約7割で売り上げ増加は5割越えであり、イベントとして当初の目的である消費の拡大には貢献している。
岐阜県の神社仏閣や城などの観光施設で「プレミアムフライデー限定」と銘打って金色の御朱印を授与する観光キャンペーンが同県岐阜市のまちづくり団体ひとひとの会によって行われるなど、企業以外に対して波及した事例も存在する。
該当日に割引販売等のサービスが行われるなど消費者向けの取り組みの一方、不足する社内コミュニケーションの場としても活用されている。「それぞれに、プレミアムな金曜日の過ごし方があるようだ」と伝えられている。ひと工夫したことでプレミアムフライデーが定着し、社内コミュニケーションの活性化に成功した例が報道されている。プレミアムフライデーで、着実に成果を上げている企業である串カツ田中ではプレミアムフライデー開始当初から毎月、最終金曜日は国内のほぼ全店を15時にオープンし、串カツ全品を終日108円で提供しているほか、プレミアムフライデーの週にイベントを開催するなどしている。取り組みを継続したことで問い合わせも増え2018年1月の最終金曜日に比べ、15時から18時の間の売り上げが15%増、客数は19%増となっていて、今でも好調を維持しているという状況であり、キャンペーンに対して活用して取り組んでいたかで明暗がわかれている。FNNは社内向けの成功例として、月末の締め作業などが生じる繁忙期である最終週の金曜日から第3金曜日へ変更する工夫を行ったことでプレミアムフライデーが社内に定着したケースを紹介報道している。
認知率は9割を超えているが、実際に実施された例は1割程度というアンケートも存在し、同様にメリットがあげられている。旅行業では土日のみの休日が半日増えることにより、旅行者増加で観光地は経済が一層活性化する。ほかに、月末金曜日の業務を15時に終了することで効率的に業務をこなす必要性が生じ、不要な会議や残業の減少 を見込む。経済産業省のプレミアムフライデー告知ページはCOVID-19による外出自粛中の影響で2020年2月に更新を休止して6月に再開された。
2023年5月、日本政府が感染症法上における新型コロナウイルスの位置付けを5類に移行したことから、一部の居酒屋チェーンやコンビニエンスストア、百貨店などを中心にプレミアムフライデーのキャンペーンを再開させる動きが起きている。

## 課題と現状
2017年2月から導入されたプレミアムフライデーは、働き方改革の一環として普段よりもプレミアムな生活を推奨する個人消費喚起キャンペーンと謳っていて、導入企業では社員の早帰り・社内交流など社内の活用、割引など社外のキャンペーンという主に2つの活用法にわかれている。
導入直後の2017年
制度が導入された初月である、2017年2月3日から同月8日までに行われたカルチュア・コンビニエンス・クラブの調査によると、「導入する」予定の企業は僅か3.4%であった。串カツ田中のようにキャンペーンが商機になると考えて、事前に大々的に準備している企業はわずかであった。プレミアムフライデーキャンペーンを導入したことで、同年7月時点で第2四半期決算での売上高は前年同時期と比較し、37.7%増の25億円、経常利益は33.7%増の2億5000万円だった。2017年2月15日時点でプレミアムフライデー推進協議会事務局によると取組み推進のために賛同企業が社内向けに従業員へ退社啓発、社外向けに小売店や飲食店がキャンペーン告知にも利用できる統一ロゴマーク利用申請数は2,300社を超えるくらいとのことである。
2018年以降
2019年1月までに行われた推進協議会のアンケート調査では、2017年2月に始まったプレミアムフライデーのおかけで早帰りした人は2017年2月〜2019年1月までの統計では、平均で11.3%である。しかし、工夫で社内・社外キャンペーンに活用出来た企業は業績を伸ばしたり、社内コミュニケーションの潤滑化に用いられている。導入初月に西武百貨店池袋本店でら客数で5%増、売上高で3%増となった。外食ではサントリー系列のダイナックの広報担当者は、売上高で前年比6%増、日商でプラス300万円の上乗せとなり、一定以上の成功を収めることができたとみていると述べた。PRONTOは売上、客数とも前年比3%増となり、「商機に繋がった」と語った。イトーヨーカ堂はプレミアムフライデー当日には各店平均で前年比15〜20%の売り上げ増だった。イオンリテールは、24日の売上高は全社で前年比20%増となり、月末の金曜から日曜までの3日間を「ビッグフライデー」とするキャンペーンを今後も行うことにした。ワタミの専門居酒屋「ニッポンまぐろ漁業団」新橋店では客数が前年比18%増となった。背景についてワタミ広報は「官公庁の集まる霞ヶ関に近く、近隣に当該制度を導入する大企業が多くあったことが客数の増加に結び付き、15時半から16時半まで満席となるなど大きな効果があった」と分析している。またファミレス「ロイヤルホスト」では限定版商品を提供し、プレミアムフライデーの注文数は前日までと比較し3倍となった。天丼の「てんや」では主だった販促は打たなかったものプレミアムフライデー割引を実施した生ビールの注文数は前年比2割増で着地し、売上増につながった。最初の2017年1月から消費者に「月末金曜日=串カツ田中」と認識してもらうため、毎月さまざまな企画を実施してきた串カツ田中は、導入丸二年後の2019年2月時点でプレミアムフライデーのキャンペーン開催日1月25日には前2018年1月の最終金曜日に比べ、15時から18時の間の売り上げが更に15%増、客数は19%増となっているなど好調を維持している。前年比売上130%、その後毎年約20%ずつ伸ばしてきたことでプレミアムフライデー成功企業に名をあげられる。その後もCOVID-19で一時中断期間があったものの、取り組みを継続した結果、プレミアムフライデー時のキャンペーンで知名度が上がり、月末金曜日の売り上げ・客数でプラスの影響が出ていた。
小売、飲食、サービス業、地方商業施設などキャンペーンを行っている一定規模以上の企業・団体はPDFにて随時更新されていたが、前述の通りCOVID-19による一時中断を挟んだ再開後の2020年10月末を最後にプレミアムフライデー推進協議会からのまとまった情報発信は途絶えており、キャンペーン自体が定着しないまま沈静化しつつあった。その後経済産業省や推進協議会からの積極的な取り組みや発信は行われることなく、2023年6月1日にはプレミアムフライデー公式サイト自体が閉鎖され、実質的に本政策が終了した状況にある。その後、同年8月9日、経済産業省から公式サイトの閉鎖が正式発表された。
関東学院大学の島澤諭は、消費者の支出を見ると月末の金曜日以外の日に抑制するなどして調整しているので、トータルで見ると消費喚起の面ではほとんど効果はなかったと分析している。

### 繁忙期との競合
月末は、企業の月次決算作業などと重なり、早く退社することが難しいという意見が多く、月初の金曜日に変更してほしいとの要望が出ている。特に2回目の実施日は、多くの企業が年度末としている「3月31日」という、多忙を極めることが容易に推測できる日に設定されており、早期退社が1年の中でも最も困難であるとの意見が続出した。

### 就業時間との兼ね合いについて
前述された繁忙期の兼ね合いも含め､そもそも企業務めの場合においての仕事量は変化しないため､「早く帰ったらその分どこかでやらなければならないから、結局何も変わっていない」､｢数値を達成するために他の日に残業したり休日出勤が発生する｣といった本末転倒な事態が発生し､浸透を妨げる要因の一つになっている｡

### 中小企業への波及
キャンペーン開始の2017年4月上旬に行われた大阪シティ信用金庫の調査によると、プレミアムフライデーを実施した中小企業は、わずか2.4%で特に運輸業においては、実施した企業は皆無であった。プレミアムフライデーに参加しなかった企業に対して、主にどのような条件が整えばプレミアムフライデーに参加するか聞いた場合、「関係先企業がほとんど参加すれば」と答えた企業が 38.2%で最多であり、次に「効果や必要性などが納得できれば」とする企業も35.3%、「生産性が向上し、仕事が回れば」とする企業が25.3%であった。顧客の理解と協力が得られない限り、15時で仕事を終えるのは不可能であり、金融業も月末の金曜午後は最も忙しい時期であるため、職場でもプレミアムフライデーの話題は全くないのが現状である。このようにプレミアムフライデーは大企業が先行して制度化し、取引先である中小企業などにも波及、一般化できるかが課題となる。ただ、中小企業にとっては、取引慣行の見直しにまで手を付けざるを得ない面があり、現状ではハードルが高い状況である。2022年度では、プレミアムフライデーもメディアでは取り扱いが減少している。

## 備考
本来の個人消費喚起キャンペーンに便乗したもの、あるいはキャンペーンそのものを題材にしたものとして、以下のような事例がある。
- グランブルーファンタジー - プレミアムフライデーを推進するキャラクター「フライデー」がゲーム内に登場。イベントシナリオ自体は「フライデー」がゲーム内に参入する形で幕を閉じているが、現在でも毎月のプレミアムフライデーにはキャンペーンイベント（報酬の配布）が行われている。
- 三四郎のオールナイトニッポン - 放送時間が金曜日の深夜であるため、プレミアムフライデーが実施される月末の放送回の冒頭でパーソナリティの相田周二がプレミアムフライデーについて熱く語り、小宮浩信がそれに対してツッコミを入れるというのが恒例となっていた。